# Unplugged (album, Neil Young)
Unplugged je koncertní album kanadského hudebníka Neila Younga, vydané v červnu 1993 u vydavatelství Reprise Records. Nahráno bylo 7. února 1993 v rámci série MTV Unplugged. Záznam krom CD verze vyšel rovněž na VHS. Album produkoval David Briggs a vedle dříve vydaných písní je na něm také skladba „Stringman“, která měla být součástí nevydaného alba Chrome Dreams z roku 1977.

## Seznam skladeb
Autorem všech skladeb je Neil Young.
| Pořadí | Název                          | Původní album                    | Délka |
| ------ | ------------------------------ | -------------------------------- | ----- |
| 1.     | The Old Laughing Lady          | Neil Young (1968)                | 5:15  |
| 2.     | Mr. Soul                       | Buffalo Springfield Again (1967) | 3:54  |
| 3.     | World on a String              | Tonight's the Night (1975)       | 3:02  |
| 4.     | Pocahontas                     | Rust Never Sleeps (1979)         | 5:06  |
| 5.     | Stringman                      | Chrome Dreams (nevydáno)         | 4:01  |
| 6.     | Like a Hurricane               | American Stars 'n Bars (1977)    | 4:44  |
| 7.     | The Needle and the Damage Done | Harvest (1972)                   | 2:52  |
| 8.     | Helpless                       | Déjà vu (1970)                   | 5:48  |
| 9.     | Harvest Moon                   | Harvest Moon (1992)              | 5:20  |
| 10.    | Transformer Man                | Trans (1982)                     | 3:36  |
| 11.    | Unknown Legend                 | Harvest Moon (1992)              | 4:47  |
| 12.    | Look Out for My Love           | Comes a Time (1978)              | 5:57  |
| 13.    | Long May You Run               | Long May You Run (1976)          | 5:22  |
| 14.    | From Hank to Hendrix           | Harvest Moon (1992)              | 5:51  |

## Obsazení
- Neil Young – kytara, harmonika, klavír, harmonium, zpěv
- Nils Lofgren – kytara, autoharfa, akordeon, doprovodné vokály
- Ben Keith – dobro
- Spooner Oldham – klavír, harmonium
- Tim Drummond – baskytara
- Oscar Butterworth – bicí
- Astrid Young – doprovodné vokály
- Nicolette Larson – doprovodné vokály
- Larry Cragg – koště